# Riders Republic
Riders Republic è un videogioco sportivo del 2021 sviluppato da Ubisoft Annecy e pubblicato da Ubisoft per PlayStation 4, Xbox Series X/S, PlayStation 5, Xbox One, Google Stadia, Amazon Luna.

## Modalità di gioco
I quattro sport principali disponibili nel gioco includono bicicletta, sci, snowboard e volo in tuta alare. Più di 50 giocatori possono competere l'uno contro l'altro nelle gare di massa. Le versioni PS4 e Xbox One supportano solo circa 20 giocatori. Inoltre, i giocatori possono anche giocare a una modalità multiplayer competitiva 6v6 chiamata "Tricks Battle Arena".  In questa modalità, ogni squadra gareggia in un'arena e deve eseguire più acrobazie possibili per ottenere punti.  La squadra che ha il punteggio più alto vincerà la partita.  Il gioco è ambientato in un mondo aperto che unisce sette distinti parchi nazionali negli Stati Uniti occidentali, vale a dire Bryce Canyon, Yosemite Valley, Sequoia Park, Zion, Canyonlands, Mammoth Mountain e Grand Teton, in un'unica enorme mappa. Il gioco presenta hub sociali in cui i giocatori possono incontrarsi e interagire tra loro.

## Sviluppo
Il gioco è stato sviluppato da Ubisoft Annecy utilizzando il motore di gioco proprietario di Ubisoft "Snowdrop", lo studio che ha pubblicato Steep, anch'esso un gioco di sport estremi, nel 2016. Lo sviluppo è iniziato nel 2017 e il team di sviluppo si è ampliato per includere membri di altri studi Ubisoft a Montpellier, Belgrado, Pune, Berlino, Kiev e Odessa. Gli sviluppatori hanno ricreato i parchi nazionali utilizzando i dati GPS e, anche se i sette parchi nazionali sono regioni distinte nella vita reale, sono stati integrati i parchi insieme per creare un unico mondo aperto da esplorare per i giocatori. Come ambientazione sono stati scelti i parchi nazionali americani, spesso utilizzati per ospitare gare di sport estremi. Lo studio ha anche inviato una squadra a visitare questi parchi per assicurarsi che siano accuratamente rappresentati nel gioco.
Come Steep, non si tratta di un videogioco di simulazione, poiché il gameplay è stato progettato per essere il più accessibile possibile. Il team ha lavorato con esperti e atleti per garantire che ogni attività presentata fosse autentica. Ad esempio, diverse marche di biciclette hanno statistiche che "imiterebbero il comportamento della vita reale". Il gameplay è stato progettato per essere un gioco sociale che enfatizza "l'eccitazione e il cameratismo della comunità online". Questa decisione è stata presa dopo che Steep è stato offerto come gioco gratuito per gli abbonati al servizio PlayStation Plus all'inizio del 2019, che ha attratto più di 10 milioni di nuovi giocatori.
Riders Republic è stato annunciato il 10 settembre 2020 durante l'evento digitale Ubisoft Forward. Il gioco doveva essere originariamente pubblicato il 25 febbraio 2021, ma nel corso del gennaio precedente la stessa Ubisoft comunicò che l'uscita sarebbe stata posticipata. Il titolo quindi slittò al 2 settembre 2021, ma venne ulteriormente spostato al 28 ottobre. I giocatori che hanno preordinato il gioco avrebbero ricevuto il Bunny Pack, che aggiunge ulteriori oggetti utili alla personalizzazione dei personaggi. Il gioco sarebbe ampiamente supportato con contenuti scaricabili post-lancio. L'uscita è avvenuta il 28 ottobre 2021 per le piattaforme Windows, PlayStation 4, PlayStation 5, Stadia, Xbox One e Xbox Series X.

## Accoglienza
Riders Republic ha ricevuto recensioni generalmente favorevoli, secondo l'aggregatore di recensioni Metacritic. Game Informer ha assegnato al gioco un 6.75, sottolineando che "Anche se mi sono piaciute le corse in Riders Republic, nel complesso, non posso dire che mi sia piaciuto passare il tempo con esso. È un'occasione mancata di un gioco, concentrandosi su tutte le cose sbagliate, creando un'esperienza che vale la pena saltare".
Altri recensori erano di natura molto più positiva, come GamesRadar+, il quale afferma che "dà priorità al divertimento, alla libertà e alla comunità".